# Alojzy Kowalkowski
Alojzy Kowalkowski (ur. 1924 w Tczewie, zm. 8 stycznia 2020 w Słupsku) – polski naukowiec, specjalista w zakresie gleboznawstwa, inżynierii i ochrony środowiska, prof. dr hab.

## Życiorys
W 1951 ukończył studia w zakresie leśnictwa na Uniwersytecie im. Adama Mickiewicza. Obronił pracę doktorską, następnie uzyskał stopień doktora habilitowanego. W 1987 nadano mu tytuł profesora nauk leśnych. W latach 1970–1985 pracował w Instytucie Badawczym Leśnictwa a następnie w Instytucie Geografii na Wydziale Matematycznym i Przyrodniczym Akademii Świętokrzyskiej im. Jana Kochanowskiego.
Był członkiem Komitetu Nauk Leśnych Polskiej Akademii Nauk, wchodził w skład jego prezydium.
Pochowany na Cmentarzu Sobieszewskim.